# アーサー・C・リヒテンバーガー
アーサー・カール・リヒテンバーガー（Arthur Carl Lichtenberger、1900年1月8日 - 1968年9月3日）は、米国聖公会主教である。1952年から1958年まで米国聖公会ミズーリ州教区主教、1958年から1964年まで米国聖公会総裁主教を務めた。

## 若年期
アメリカ合衆国のウィスコンシン州ウィネベーゴ郡オシュコシュで生まれる。父親がこの場所で食料雑貨店を経営していた。オハイオ州ガンビアにあるケニオン大学に通い、カレッジフットボールチームのクォーターバックでプレイし、友愛会地方支部「シグマ・パイ」の支部長を務めた。また最高学年総長、平民委員会委員長、ケニオン・フリーメイソンリークラブ会長でもあった。さらにはバスケットボールに教養があったり、大学の聖歌隊を率いたり、大学新聞の「コリージアン（Collegian）」と「リヴァリ（Reveille）」双方の編集スタッフも務めたりした。1923年、哲学学士号を取得し、優等に該当するクム・ラウデの称号を受けて卒業した。さらには卒業生を代表して英語学科より講演者に選出された 。アイオワ州の農場で働く一方で、大学の夏季休暇期間中に将来の妻となるフローレンス・テイトと出会う。2人は息子と娘のそれぞれ1人、計2人の子供をもうけたが、娘は幼児期に亡くなっている。

## 初期の聖職者生活
義父であるマーティン・テイト師の手により聖職者に加わったことに影響を受け、マサチューセッツ州ケンブリッジの米国聖公会神学校に入学した。1925年に神学博士号を取得し、ニューヨーク州ニューヨーク市マンハッタン地区の米国聖公会総合神学校で博士研究員の仕事を行った。1925年3月21日に執事、1926年11月21日に司祭に叙任された。
中国の湖北省武漢市武昌区にあるセント・ポール神学校で新約聖書を教える宣教師教授からリヒテンバーガーの聖職者生活は始まった。共産党員の暴動が勃発していた1927年に彼の家族は避難を強いられることになり、すべての資産を失うことになった。1928年、オハイオ州シンシナティにあるグレース教会の教区牧師となるべくアメリカに帰国して5年間教区牧師を務めてからは、マサチューセッツ州ノーフォーク郡ブルックラインのセント・ポール教会の教区牧師を8年間務めた。ニュージャージー州ニューアークのトリニティ大聖堂で主席司祭を務めた後、ニューヨーク市の米国聖公会総合神学校で牧会学の教授として教鞭をとるために戻ってきた。

## 主教職
1951年に米国聖公会ミズーリ州教区主教となり、1958年に米国聖公会総裁主教に選出されるまで仕えた。ミズーリ州教区主教の在任中に、教会の布教施設での会衆研究に着手し、新たなキリスト教会を設立した。1956年、南インド教会の問題を調べるための米国聖公会使節団団長を引き受けた。
1958年、ロンドンで開催されたランベス会議に出席した。
1961年にローマ教皇に謁見した初めての米国聖公会指導者であり、バチカンでローマ教皇ヨハネ23世に謁見した。この謁見を記念して、バチカン切手貨幣収集事務局から彼の肖像を象った切手が発行された。
1963年、プリンストン大学は名誉神学博士の名誉学位を授与した。
1963年2月21日、ニューヨーク市に建設中の米国聖公会センターが完成した（1958年着工）。このセンターは国の教会の布教施設、教育関係施設、および社会福祉事業施設を提供した。
1963年11月23日、故ジョン・F・ケネディ大統領の弟でアメリカ合衆国司法長官のロバート・ケネディからジョン・F・ケネディ大統領の葬儀への参列を依頼する電報が届いた。当時、静脈炎で療養中であったリヒテンバーガーはウィリアム・フォアマン・クレイトン主教に代理を依頼した。
1964年、健康上の理由により総裁主教の職を辞し、マサチューセッツ州ケンブリッジにある米国聖公会総合神学校の客員教授となった。
1968年、バーモント州ウィンザー郡ベスルで逝去。そこで農場を経営しており、釣りに行くのが好きだったという。
彼の死後となる2010年にシグマ・パイ友愛会より創立者賞が贈られた。

## 著作
- The Way of Renewal: Meditations for the Forty Days of Lent (1960)
- The Church's Schools in a Changing World (1961)
- The Day Is At Hand (1964)[13]